# Motor Mania (videogioco)
Motor Mania è un videogioco di rally pubblicato nel 1982 per Commodore 64 dalla United Microware Industries di Pomona (USA). Fu uno dei primi giochi commerciali concepiti specificamente per il Commodore 64. In Europa venne pubblicato dalla Audiogenic di Reading, con il marchio Software 64; altre riedizioni sono note da parte della Celery Software (marchio della californiana Cosmi), della canadese Advantage, e della californiana Romox con il suo servizio di cartucce riprogrammabili.

## Modalità di gioco
La corsa avviene su strade pubbliche, asfaltate o sterrate, lungo un percorso illimitato dove l'obiettivo è solo accumulare la maggior distanza possibile. La visuale è dall'alto, con scorrimento verticale verso l'alto. Il giocatore può sterzare, variando la posizione orizzontale dell'auto, e regolare la velocità. Si dispone di cinque vite e se ne perde una in caso di scontro con un'altra auto o con i bordi della carreggiata.
Sul lato destro dello schermo è presente il pannello informativo, composto principalmente dagli indicatori a lancetta di velocità, carburante e batteria. L'esaurimento del carburante o della batteria causa la perdita di una vita; il carburante si può ricaricare fermandosi alle stazioni di servizio che si passano occasionalmente, mentre la batteria si carica autonomamente tenendo una velocità alta.
Ci sono tre tipi di tratti stradali, che possono presentare curve e ostacoli differenti. Sulle strade principali a tre corsie si possono incontrare le auto avversarie, buche che fanno sbandare, chiazze che rallentano, cocci di vetro che forano una gomma (si ha a disposizione un cambio di gomma per ciascuna vita), tronchi che rallentano e danneggiano il radiatore, riparabile sostando al più presto a una stazione di servizio. Sulle più strette strade locali
ci sono massi cadenti che distruggono l'auto e incroci con possibile attraversamento di altri veicoli. Sui tratti sterrati la difficoltà è data dalla carreggiata molto stretta e tortuosa.
Il punteggio coincide con le miglia percorse, conteggiando anche i decimi, in più si ottengono miglia bonus: 1 per ogni ostacolo superato, 10 per ogni sorpasso, 100 per ogni stazione di servizio non sfruttata, 1000 per ogni tappa completata. Accumulando molte miglia si vincono vite.